# Мордасова, Мария Николаевна
Мари́я Никола́евна Морда́сова (1 (14) февраля 1915, дер. Нижняя Мазовка, Черняновская волость, Тамбовский уезд, Тамбовская губерния, Российская империя — 25 сентября 1997, Воронеж, Россия) — советская и российская певица, исполнительница русских народных песен и частушек. Народная артистка СССР (1981). Герой Социалистического Труда (1987).

## Биография
Родилась 1 (14) февраля 1915 года в деревне Нижняя Мазовка (ныне — село Черняное Тамбовского района Тамбовской области) в многодетной крестьянской семье Яркиных.
Пела в школьном хоре, затем в сельском клубе. Ещё учась в школе, пошла работать дояркой, а после окончания школы стала «звеньевой». В 1938 году приняла участие в смотре художественной самодеятельности в Тамбове. Переехав в Воронеж, работала на швейной фабрике.
Окончила Курское музыкальное училище (ныне Курский музыкальный колледж имени Г. В. Свиридова).
В 1943—1972 годах — солистка Воронежского русского народного хора, затем — Воронежской областной филармонии. Самобытная исполнительница, собирательница и автор многих песен, частушек и припевок (свыше 300). Руководила частушечной группой хора.
Гастролировала по СССР и за рубежом.
Скончалась 25 сентября 1997 года. Похоронена на Коминтерновском кладбище в Воронеже.

### Семья
- Муж (с 1945) — Иван Михайлович Руденко (1920—1997), баянист, заслуженный артист РСФСР (1958)[5][6].

## Награды и звания
- Герой Социалистического Труда (1987) — за большие заслуги в развитии советского музыкального искусства
- Заслуженная артистка РСФСР (1955)
- Народная артистка РСФСР (1958)[7]
- Народная артистка СССР (1981)
- Орден Ленина (1987)
- Орден Трудового Красного Знамени (1960)
- Орден «Знак Почёта»
- Медаль «Ветеран труда»
- Медаль «За доблестный труд. В ознаменование 100-летия со дня рождения Владимира Ильича Ленина»
- Медаль «За победу над Германией в Великой Отечественной войне 1941—1945 гг.»
- Медаль «За доблестный труд в Великой Отечественной войне 1941—1945 гг.»
- Медаль «Двадцать лет Победы в Великой Отечественной войне 1941—1945 гг.»
- Медаль «Тридцать лет Победы в Великой Отечественной войне 1941—1945 гг.»
- Почётный гражданин Воронежа (1994).

## Фильмография
- 1951 — Большой концерт — исполнение частушек «Веселей играй гармошка»
- 1953 — Песни родной стороны — исполнение частушек «Колхозные напевы»
- 1955 — Гость с Кубани — исполнение частушек «Частушки про комбайнёров»
- 1977 — «Поет Мария Мордасова» — главная роль. В исполнении Марии Мордасовой звучат русские народные песни. Певица рассказывает о народной песне, о частушках, отвечает на вопросы зрителей. Ведущий — Геннадий Чертов. Студийная съемка. Гл. ред. народного творчества 1977.
- 1985 — «Когда Мордасова поет» — фильм-концерт, ТО «Экран», реж. Юрий Мартиросов. О творчестве н.а. СССР М.Мордасовой. В исполнении певицы звучат русские народные песни «Гармошка-говоруха», «Эх, лапти мои», «Прокатились годы мои», «Чернобровая-бедовая».
- 1986 — Певучая Россия

## Память
- В Воронеже на доме, в котором с 1958 по 1997 год жила певица (пл. Ленина, 9), установлена мемориальная доска, а 24 мая 2005 года там состоялось открытие «Музея-квартиры М. Н. Мордасовой».
- Имя певицы носит хор Павловского музыкального училища, там же была учреждена именная стипендия.
- Имя певицы носит Черняновский народный хор Тамбовской области.
- Именем певицы названы улицы в Коминтерновском районе Воронежа и в Октябрьском районе Тамбова.
- С 1985 года в Тамбовской области проходят конкурсы частушечников им. М. Н. Мордасовой[8].
- В 2006 году учреждена Премия Тамбовской области имени М. Мордасовой[9]
- В 2008 году о певице снят документальный фильм «До свидания, Ванечка!»